# Référendum liechtensteinois de 2003
Un double référendum a lieu le 16 mars 2003 au Liechtenstein. Les électeurs sont amenés à se prononcer sur un accroissement des pouvoirs du Prince Hans-Adam II, proposé par ce dernier via une initiative populaire surnommée « initiative princière », et une contre proposition d'une autre initiative populaire visant au contraire à les diminuer.
Le premier projet est approuvé par près de deux tiers des suffrages, tandis que le second est rejeté à une écrasante majorité.

## Contexte

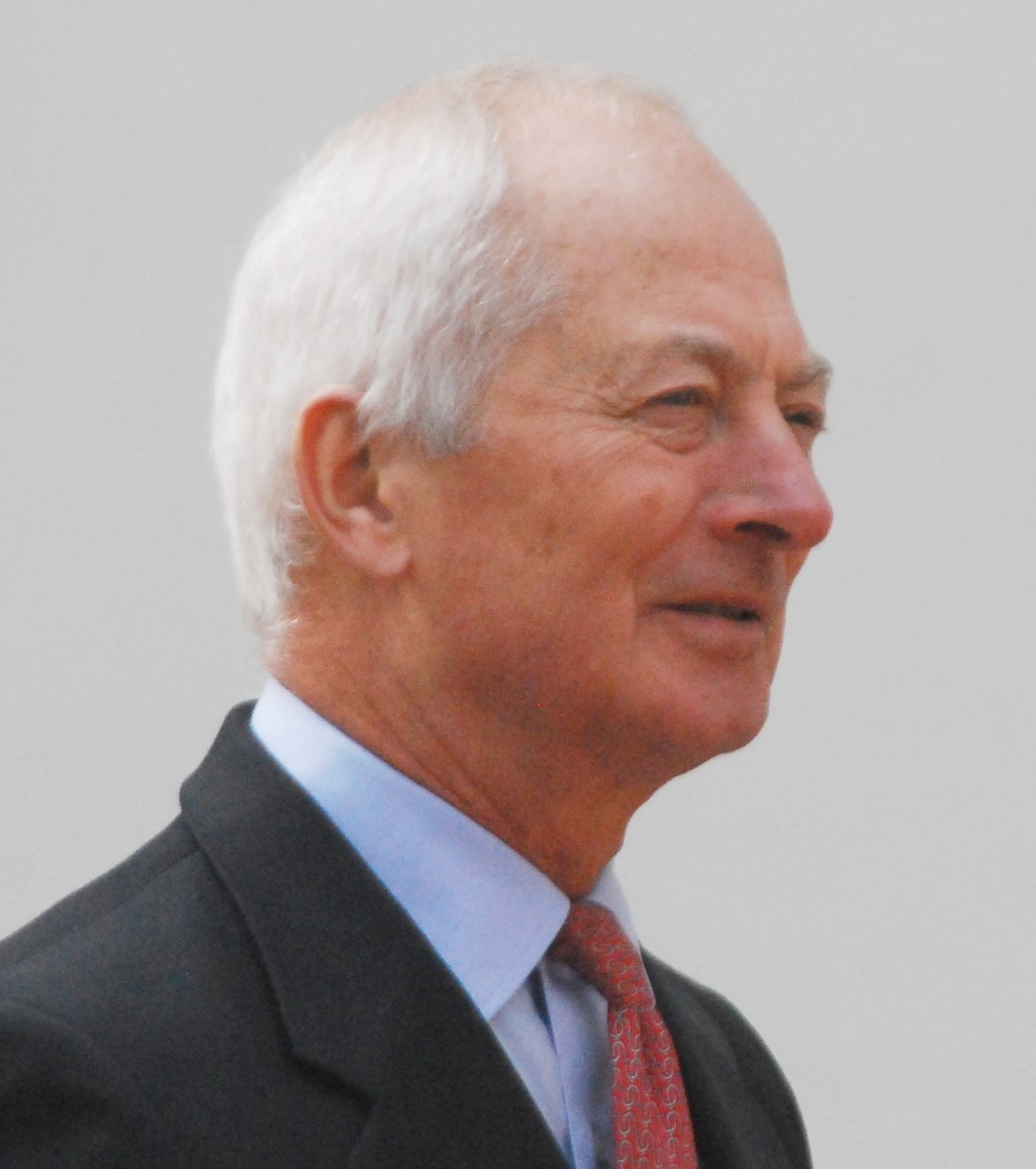
Le Prince Hans-Adam II en 2013

Un profond désaccord éclate au cours de l'année 1992 entre le Prince Hans-Adam II et le parlement national, le Landtag au sujet du référendum sur l'entrée dans l'Espace économique européen (EEE). Hans-Adam II souhaite en effet que celui ci ait lieu avant le référendum similaire organisé en Suisse tandis que le gouvernement mené par l' Union patriotique (VU) et le Parti progressiste des citoyens (FBP) souhaite l'organiser après celui suisse. Le Liechtenstein est alors lié depuis l'entre-deux-guerres avec la Suisse par un traité d'union douanière incompatible avec une entrée de l'un sans l'autre dans l'EEE. Le Landtag approuve le traité d'entrée dans l'EEE le 21 novembre 1992 par 19 voix contre 5. Il s'ensuit un débat très vif sur la date d'organisation du référendum, après lequel le gouvernement tranche le 28 novembre en décidant de fixer la date après celui ayant lieu en Suisse. Le 6 décembre, les Suisses rejettent par référendum l'adhésion à l'EEE. Lors du référendum organisé au Liechtenstein le 13 décembre, la population liechtensteinoise vote au contraire pour l'adhésion. Malgré ce résultat positif, le gouvernement décide de geler l'accession à l'Espace économique européen en raison du vote suisse. L'EEE est mise en place deux ans plus tard sans les deux pays, le Liechtenstein ne le rejoignant finalement l'année suivante qu'après des négociations et un second référendum. Cet évènement amène le Prince à développer tout au long de la décennie suivante un projet de révision constitutionnelle de ses pouvoirs. Dès 1993, Hans-Adam II fait ainsi diffuser ses propositions constitutionnelles sous forme de livrets rouges et verts.
Après plusieurs années de prédominance de la VU au sein de la coalition gouvernementale, les élections législatives de février 2001 voient arriver en tête le FBP, permettant à Otmar Hasler de remplacer Mario Frick au poste de Chef du gouvernement du Liechtenstein. Si la coalition est reconduite et que l'un comme l'autre parti est favorable au Prince, le FBP réunit ses plus fort soutiens, là où les membres de la VU sont plus critiques. Jugeant le moment favorable, Hans-Adam II fait alors soumettre ses propositions constitutionnelle au Landtag par le gouvernement.
Les débats qui s'ouvrent le 20 décembre 2001 font remonter de nombreuses critiques de la part de l'opposition, si bien que le projet reste figé plusieurs mois malgré plusieurs amendements de compromis. Le Landtag décide au printemps 2002 de former une commission qui entreprend des négociations secrètes avec le Prince. Ce dernier cherche à s'assurer le soutien d'au moins trois quarts des 25 membres du parlement avant le passage en deuxième et troisième lecture. Les tentatives de compromis en ce sens échouent cependant. Hans-Adam II décide alors de lancer une initiative populaire sur son projet de révision constitutionnelle, incorporant les modifications effectuées par le Landtag. Il appelle ainsi les citoyens à signer l'initiative afin de déclencher sa mise à référendum en cas de rejet par le Landtag. Intitulé « Projet de constitution du 27 juin 2002 », le projet est rapidement surnommé « Initiative princière », bien que la Constitution de 1921 n'accorde pas au Prince le pouvoir de convoquer par sa seule décision un référendum constitutionnel.
En réaction, un groupe de collecte de signature intitulé « Paix constitutionnelle » est formé afin de proposer à la population de signer une contre-initiative visant au contraire à limiter les pouvoirs du Prince, même si elle ne se restreint qu'à quelques articles.
L'article 64-2 de la constitution permet en effet la tenue d'un référendum d'initiative populaire portant sur une proposition de révision constitutionnelle, à condition que l'initiative réunisse les signatures de plus de 600 inscrits en moins de six semaines. Si ce seuil est atteint dans les temps, elle est présentée au Landtag, qui peut la voter à la majorité des trois quarts de ses membres, auquel cas la révision entre directement en vigueur. Si le Landtag votre contre ou que le quorum requis n'est pas atteint, la révision est soumise à référendum.
La collecte de signatures pour les deux projets a lieu simultanément du 1er novembre au 13 décembre 2002. L'initiative princière réunit 6 240 signatures, et la contre-initiative 2 199, les validant ainsi toutes les deux. Le 19 décembre, le Landtag vote l'initiative princière par 13 voix contre 12, l'ensemble des députés du FBP votant en faveur tandis que les 12 députés de la VU et l'unique député de la Liste libre (FL) votent contre. Le quorum de 75 % n'est ainsi pas atteint. Le même jour, le Landtag rejette la contre-initiative par 6 voix pour et 19 contre, entraînant la mise à votation des deux projets.
Hans-Adam II intervient directement dans la campagne en annonçant son intention de s’exiler du pays en cas de victoire de la contre-initiative.

## Contenu

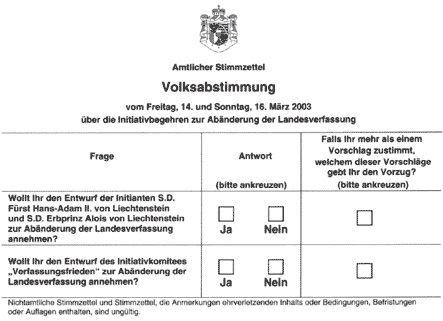
Bulletin de vote utilisé

### Initiative princière
L'initiative comporte des modifications sur une trentaine d'articles de la constitution.
La nature indivisible du pays est retirée du texte, les communes disposant d'un droit de sécession, soumis à l'organisation de deux référendums, avant et après la conclusion des négociations sur l'indépendance.
Vaduz est directement qualifiée de capitale, siège du parlement et du gouvernement, et non comme simple ville principale siège des institutions.
La Maison princière du Liechtenstein décide librement des règles régissant la succession héréditaire au trône, la majorité du Prince régnant et du Prince héréditaire et, le cas échéant, la tutelle. Plusieurs articles sont modifiés de manière à s'appliquer aussi bien dans le cas d'un héritier successeur que d'un prince régent du vivant du prince régnant.
La personne du Prince n'est plus « sacrée et inviolable » mais n'est pas soumise à juridiction et n'est pas légalement responsable. Il en va désormais de même pour le prince régent.  
Les lois votées par le Landtag requièrent toujours la sanction du Prince et la signature du Chef de gouvernement ou de son adjoint ainsi que la publication au Journal officiel. La révision constitutionnelle précise explicitement qu'en cas d'absence de sanction du prince dans les six mois, la loi est réputée refusée.
La possibilité pour le Prince de recourir à des ordonnances sans l'intervention du Landtag et des institutions « dans les cas urgents nécessaires pour la sécurité et le bien-être de l'État » fait l'objet de limitations. Les ordonnances ne peuvent abroger tout ou partie de la constitution, mais seulement limiter l'application de dispositions individuelles sans jamais que ne soient limités le droit à la vie ni l'interdiction de la torture, des traitements inhumains, du travail forcé, de l'esclavage, ou que ne soit remis en cause le principe de l'État de droit. Les ordonnances expirent désormais automatiquement six mois après leur promulgation.
La population se voit donner le droit de présenter une motion de censure justifiée à l'encontre du prince en recueillant au moins 1 500 signatures en ce sens. Le Landtag peut donner son avis, mais doit dans tous les cas convoquer la mise à référendum de la motion. En cas de vote positif, celle-ci est communiquée au Prince, qui dispose de six mois pour prendre une décision dans le respect des règles de la Maison princière du Liechtenstein.
Le droit de contrôle du Landtag ne s'étend plus à la jurisprudence des tribunaux ni aux activités dévolues au Prince régnant. 
La trésorerie de l’État n'est plus gérée par le Landtag en accord avec le Prince régnant, mais avec le gouvernement, celui ci devant régulièrement lui faire état des comptes.
Les membres du gouvernement n'ont plus pour obligation d'être citoyens liechtensteinois de naissance, mais simplement de détenir la nationalité.
La séparation des pouvoirs est réorganisée sous une forme bicéphale : le gouvernement est à la fois responsable devant le parlement et le monarque. Dans le cas du vote réussi au Landtag d'une motion de censure envers le gouvernement, ce dernier n'assume plus automatiquement les affaires courantes avant les prochaines élections ou la constitution d'un nouveau gouvernement. Le Prince régnant obtient dans ce cas le pouvoir de nommer un gouvernement de transition, mais également sans qu'il y ait eu de motion de censure, si le gouvernement perd sa confiance. Le gouvernement de transition peut incorporer des membres de l'ancien gouvernement et doit se soumettre à un vote de confiance au Landtag dans un délai de quatre mois.
Les ordonnances du gouvernement ne sont plus soumises au seul cadre des lois, mais également dans celui des traités internationaux concernés. De même, l'administration n'est plus soumise au seul cadre des lois et de la constitution, mais également par ces traités.
Le Prince ne nomme plus les juges sur proposition du Landtag. À la place, le Prince et le Landtag passent par un organe commun composé d'un nombre égal de membres nommés par le Landtag et par le Prince, et présidé par ce dernier. Tous les juges sont nommés par le Prince après recommandation de cette instance. Le Landtag ne peut s'opposer à la nomination d'un juge que par recours à un référendum.
Comme dans la constitution existante, si un doute existe quant à son interprétation, des modifications ou explications peuvent toujours être faites à l'unanimité des voix des membres du Landtag, ou par les trois quarts lors de deux sessions successives. La modification ou explication peut désormais être soumise à référendum, et dans tous les cas nécessite la sanction princière.
La population se voit attribuer un droit d'abolition de la monarchie. Une initiative populaire en ce sens doit réunir 1 500 signatures de citoyens. Le Landtag doit alors rédiger une constitution républicaine et la soumettre à référendum un an au plus tôt et deux ans au plus tard. Le Prince peut proposer un contre-projet de constitution, pouvant conserver la monarchie.
Si un seul projet est proposé, la population vote entre la constitution existante et celle républicaine, et celle réunissant le plus de voix est adoptée. Si un projet de constitution républicaine et un contre-projet monarchique sont soumis, la population vote via un référendum à deux tours. Lors du premier tour, les citoyens peuvent voter pour jusqu'à deux projets sur les trois. Lors d'un second tour organisé quatorze jours après le premier, le vote a lieu entre les deux projets ayant réuni le plus de voix au premier tour. La constitution réunissant le plus de voix est adoptée.

### Contre-initiative
L'initiative porte sur cinq articles.
Les lois votées par le Landtag requièrent toujours la sanction du Prince et la signature du Chef de gouvernement ou de son adjoint ainsi que la publication au Journal officiel. La révision constitutionnelle permet cependant au Landtag de soumettre la loi à référendum si le Prince refuse sa sanction ou ne la donne pas dans les trente jours. En cas de vote positif au référendum, la loi entre en vigueur sans la sanction princière. 
La possibilité pour le Prince de recourir à des ordonnances sans l'intervention du Landtag et des institutions « dans les cas urgents nécessaires pour la sécurité et le bien-être de l'État » fait l'objet de limitations. Les ordonnances doivent être approuvées par le Landtag ou à défaut par le conseil d’État dans les deux semaines suivant leur promulgation. Si l'approbation est faite par le Conseil d'état, le Landtag doit décider immédiatement après sa nouvelle convocation de maintenir ou non les ordonnances. Dans tous les cas, les ordonnances d'urgence ne peuvent modifier ou abroger la constitution. Les restrictions aux droits et libertés ne sont autorisées que dans les limites permises par les traités internationaux.
Une nouvelle commission conseille le Landtag et le Prince pour la nomination des juges. Elles est composée de neuf membres dont trois nommés par le Prince, trois par le Landtag à la majorité des deux tiers, et trois par la magistrature.

## Modalités
Les électeurs sont amenés à voter sur les deux propositions simultanément sur le même bulletin de vote. La participation est par conséquent la même pour les deux. Les électeurs peuvent voter pour ou contre à chaque question indépendamment de l'autre, et peuvent également voter à une seule en laissant le bulletin blanc pour l'autre.
Une question subsidiaire est présente sur le bulletin de vote afin de permettre de départager les deux propositions au cas où ces dernières réuniraient toutes deux une majorité de Oui. Seuls les électeurs ayant voté Oui aux deux propositions ont la possibilité de voter valablement pour cette question subsidiaire.

## Résultats

### Propositions
| Choix                        | Initiative princière         | Initiative princière         | Contre initiative | Contre initiative |
| Choix                        | Votes                        | %                            | Votes             | %                 |
| ---------------------------- | ---------------------------- | ---------------------------- | ----------------- | ----------------- |
| Pour                         | 9 412                        | 64,32                        | 2 394             | 16,56             |
| Contre                       | 5 221                        | 35,68                        | 12 060            | 83,44             |
|                              |                              |                              |                   |                   |
| Votes valides                | 14 633                       | 98,82                        | 14 454            | 97,61             |
| Votes blancs et nuls         | 51                           | 0,34                         | 230               | 1,55              |
| Votes blancs et nuls communs | Votes blancs et nuls communs | Votes blancs et nuls communs | 124               | 0,84              |
| Total                        | Total                        | Total                        | 14 808            | 100               |
| Abstentions                  | Abstentions                  | Abstentions                  | 2 124             | 12,54             |
| Inscrits / Participation     | Inscrits / Participation     | Inscrits / Participation     | 16 932            | 87,46             |

Initiative princière :
| Pour 9 412 (64,32 %) |  |  | Contre 5 221 (35,68 %) |
| ▲                    |  |  |                        |
| Majorité absolue     |  |  |                        |

Contre initiative populaire :
| Pour 2 394 (16,56 %) |  |  | Contre 12 060 (83,44 %) |
| ▲                    |  |  |                         |
| Majorité absolue     |  |  |                         |

### Question subsidiaire
| Choix                     | Votes | %     |
| ------------------------- | ----- | ----- |
| Initiative princière      | 69    | 69,70 |
| Contre initiative         | 30    | 30,30 |
|                           |       |       |
| Votes valides             | 99    | 66,00 |
| Votes blancs et invalides | 51    | 34,00 |
| Total                     | 150   | 100   |

Question subsidiaire :
| Initiative princière (69,70 %) |  |  | Contre initiative (30,30 %) |
| ▲                              |  |  |                             |
| Majorité absolue               |  |  |                             |

### Répartition détaillée
| 9 048 | –     | –  | –     | 9 048  | –   | –  | –  | –  |  |  |  |  |  |  |
| 214   | –     | –  | –     | –      | 214 | –  | –  | –  |  |  |  |  |  |  |
| 150   | –     | –  | 150   | –      | –   | 69 | 30 | 51 |  |  |  |  |  |  |
| –     | 2 198 | –  | 2 198 | –      | –   | –  | –  | –  |  |  |  |  |  |  |
| –     | –     | 46 | 46    | –      | –   | –  | –  | –  |  |  |  |  |  |  |
| –     | 3 012 | –  | –     | 3 012  | –   | –  | –  | –  |  |  |  |  |  |  |
| –     | 11    | –  | –     | –      | 11  | –  | –  | –  |  |  |  |  |  |  |
| –     | –     | 5  | –     | –      | 5   | –  | –  | –  |  |  |  |  |  |  |
|       |       |    |       |        |     |    |    |    |  |  |  |  |  |  |
| 9 412 | 5 221 | 51 | 2 394 | 12 060 | 230 | 69 | 30 | 51 |  |  |  |  |  |  |